# Д’Эльчи, Райньеро
Райньеро д’Эльчи (итал. Rainiero d'Elci; 7 марта 1670, Флоренция, Великое герцогство Тосканское — 22 июня 1761, Рим, Папская область) — итальянский куриальный кардинал. Титулярный архиепископ Родоса с 22 ноября 1730 по 5 мая 1738. Апостольский нунций во Франции со 2 января 1731 по 23 января 1738. Секретарь Священной Конгрегации Пропаганды Веры с 12 апреля 1717 по 1724. Архиепископ Феррары с 5 мая 1738 по 15 сентября 1740. Камерленго Священной Коллегии кардиналов с 10 апреля 1747 по 29 января 1748. Префект Священной Конгрегации церковного иммунитета с 20 августа 1752 по 22 июня 1761. Вице-декан Священной Коллегии кардиналов с 9 апреля 1753 по 12 января 1756. Декан Священной Коллегии кардиналов и Префект Священной конгрегации церемониала с 12 января 1756 по 22 июня 1761. Кардинал in pectore с 20 декабря 1737 по 23 июня 1738. Кардинал-священник с титулом церкви Санта-Сабина с 23 июля 1738 по 22 июня 1761. Кардинал-епископ Сабины с 10 апреля 1747 по 9 апреля 1753. Кардинал-епископ Порто и Санта-Руфина с 9 апреля 1753 по 12 января 1756. Кардинал-епископ Остии и Веллетри с 12 января 1756 по 22 июня 1761.